# Rockwell X-30
Dimensions
Le X-30 NASP (National Aero-Space Plane) est un projet américain de lanceur orbital monoétage. Le programme est abandonné en 1993 avant la construction du premier prototype.

## Développement

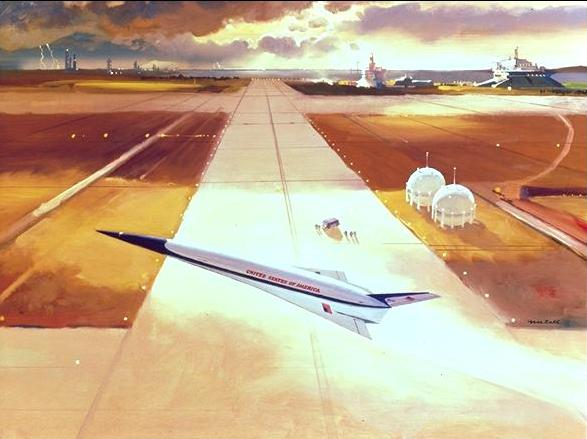
Vue d'artiste d'un X-30 au décollage.

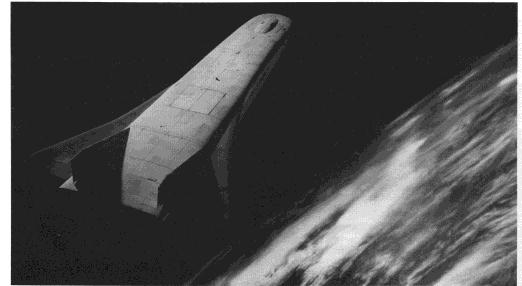
Vue d'artiste d'un X-30 en orbite.

Le programme NASP est issu d'un projet dénommé Copper Canyon mené par le DARPA de 1982 à 1985. Dans son discours sur l'état de l'Union de 1986, le président Reagan appela au développement « ... d'un nouvel Orient Express capable, avant la fin de la décennie, de décoller de l'aéroport de Dulles, d'accélérer jusqu'à 25 fois la vitesse du son, d'aller en orbite basse ou de rejoindre Tokyo en moins de deux heures. »
Des recherches déjà menées prédisaient une vitesse maximale aérobie de Mach 8. Au-delà, l'échauffement cinétique généré par la friction de l'air était trop important pour permettre la conception d'appareils résistant à ces températures. Le projet Copper Canyon avait pour but de récupérer l'énergie issue de cet échauffement cinétique en faisant passer de l'hydrogène liquide dans la structure et le revêtement avant d'injecter le gaz réchauffé dans les chambres de combustion des moteurs. Cette technique permettait, tout en refroidissant l'appareil, d'utiliser l'énergie ainsi récupérée pour sa propulsion. Avec un tel concept, une vitesse maximale de Mach 20 paraissait plausible. Ces études aboutirent à un programme de recherche financé par la NASA et le département de la Défense des États-Unis (le budget étant supporté à part quasi égales par la NASA, la DARPA, le département d'Initiative de défense stratégique, l'US Air Force et l'US Navy).
McDonnell Douglas, Rockwell et General Dynamics présentèrent chacun leur projet de lanceur orbital monoétage hypersonique tandis qu'une compétition opposait Rocketdyne et Pratt & Whitney pour la conception de la motorisation du futur appareil.
En 1990, afin de faire face aux nombreux obstacles d'ordres aussi bien techniques que financiers, les compagnies s'allient sous la direction de Rockwell pour développer conjointement l'appareil. Le programme, désormais connu sous le nom de X-30, se poursuit jusqu'à son abandon en 1993, abandon motivé aussi bien par des motifs financiers que par les difficultés techniques rencontrées.

## Caractéristiques

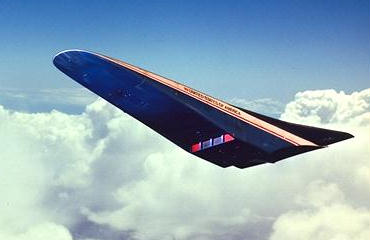
Vue d'artiste d'un X-30 en phase de rentrée atmosphérique.

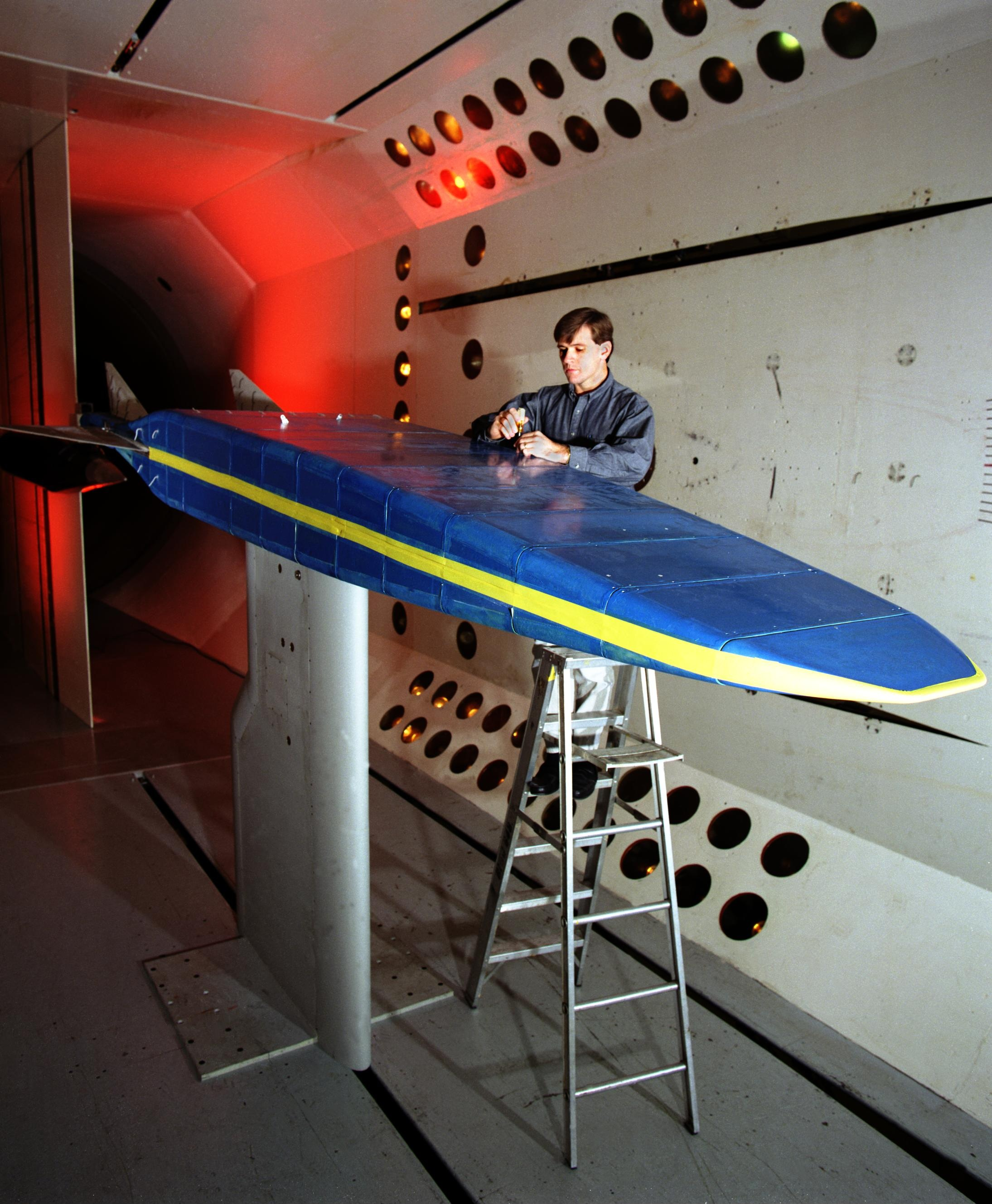
Études en soufflerie d'une maquette du X-30.

La configuration générale du X-30 était celle d'un appareil à corps portant avec des moteurs noyés dans la cellule. La forme aplatie de l'avant du fuselage était étudiée pour générer une onde de choc qui comprimait l'air avant qu'il n'entre dans le moteur tandis que l'arrière du fuselage intégrait la tuyère. Il était prévu de propulser l'appareil à l'aide d'un statoréacteur de conception inédite utilisant l'hydrogène liquide comme carburant.
La forme de l'appareil est spécialement étudiée pour utiliser l'onde de choc du vol supersonique comme source de portance principale. La formule, appelée waverider par les ingénieurs de la NASA, est celle d'un aéronef à fuselage aplati en forme de planche de surf doté d'embryons d'ailes équipées de surfaces mobiles permettant le contrôle et la compensation. Cette configuration, très efficace à vitesse hypersonique, ne fournit qu'une faible portance à basse vitesse rendant critiques les phases d'atterrissage et de manœuvre à basse vitesse.
En vol hypersonique, il avait été calculé que la cellule aurait une température moyenne de 980 °C, cette température devait atteindre les 1 650 °C sur les bords d'attaque et aux alentours de la tuyère. Ce fort échauffement cinétique obligea les ingénieurs de la NASA à développer de nouveaux matériaux résistant aux hautes températures dont des composites carbone/carbone, des alliages d'aluminium et de titane appelés « alumine de titane alpha et gamma », des composites à matrice métallique titane et fibres de carbure de silicium. C'est ce dernier qui est utilisé par McDonnell Douglas pour la conception d'une maquette de fuselage d'une largeur et d'une longueur de 2,50 m pour une hauteur d'1,20 m. Le fuselage, dénommé « Task D » est équipé de réservoirs structuraux d'hydrogène liquide (ou LH2) en carbone époxy. En 1992 le « Task D » équipé du système complet de stockage et de vaporisation du LH2 est testé au sol et soumis à de fortes contraintes aussi bien mécaniques que thermiques, une température maximale de 820 °C étant même atteinte.
Malgré le développement fructueux des technologies nécessaires à la conception de la structure et de l'installation propulsive de l'appareil il restait aux ingénieurs de nombreuses difficultés techniques à résoudre. Le département de la Défense des États-Unis avait demandé à la NASA un appareil emportant deux membres d'équipage ainsi qu'une petite charge utile. La complexité supplémentaire engendrée par les systèmes de conditionnement, de pressurisation, de sauvetage et par l'instrumentation nécessaire à l'équipage aurait engendré une forte augmentation de la taille, de la masse et du coût unitaire du démonstrateur technologique et le programme X-30 fut donc finalement abandonné. Les recherches se poursuivirent et aboutirent au X-43 Hyper X, une version non pilotée et à échelle réduite du X-30.

## Postérité
Dans le cadre d'un projet d'étude, des étudiants de la Mississippi State University's Raspet Flight Research Lab de Starkville (Mississippi) construisirent une maquette détaillée du X-30. Cette maquette est actuellement exposée à l'Aviation Challenge Campus de l'US Space Camp à Huntsville (Alabama) en Alabama.

### Appareils similaires
- X-43 Scramjet
- HOTOL